# Elza Negra, Negra Elza
Elza Negra, Negra Elza é um álbum de estúdio da cantora e compositora brasileira Elza Soares, lançado em 1980 pela CBS e com produção musical de João de Aquino.

## Antecedentes
Elza Soares lançou quatro álbuns pela gravadora Tapecar entre 1974 e 1977. Esta fase foi considerada irregular pela crítica, com algumas canções de destaque em álbuns medianos. No final da década de 1970, Elza assina um contrato com a CBS de dois álbuns. O primeiro foi Senhora da Terra, de 1979.

## Produção
Com produção musical de João de Aquino, Elza Negra, Negra Elza é um álbum predominantemente de samba, mas também com influências afro e de bossa nova. A cantora trabalharia novamente com Aquino em 1997, no álbum Elza Soares & João de Aquino (2021).
A versão original do álbum, em vinil, tinha capa dupla. Uma apresentava o título Negra Elza e outra, com foto de Elza comendo uma fruta, apresentava o título Elza Negra.

## Lançamento
Elza Negra, Negra Elza foi lançado em 1980 pela CBS, e chegou a ser considerado como uma das fases mais baixas da carreira de Elza Soares. O álbum também marcou um dos maiores hiatos de álbuns em sua carreira. O sucessor, Somos Todos Iguais, saiu apenas em 1985.
Em 2020, em comemoração aos 90 anos de Elza Soares, o álbum foi remasterizado e relançado nas plataformas digitais pela Sony Music Brasil. Nesta versão, "Samba do Mirerê" e "Capitão do Mato" são uma faixa única.

## Faixas
A seguir lista-se as faixas, compositores e durações de cada canção de Elza Negra, Negra Elza:
| Lado A |                         |                                           |         |  |
| N.º    | Título                  | Compositor(es)                            | Duração |  |
| 1.     | "Como Lutei"            | Wilson Moreira Nei Lopes                  | 2:55    |  |
| 2.     | "Cobra Cainana"         | João de Aquino Hermínio Bello de Carvalho | 3:21    |  |
| 3.     | "Timbó"                 | Ramon Russo                               | 3:15    |  |
| 4.     | "O Porteiro Me Enganou" | Haroldo Lobo Milton de Oliveira           | 2:21    |  |
| 5.     | "Oração de Duas Raças"  | Gerson Alves                              | 3:11    |  |

| Lado B |                   |                                      |         |  |
| N.º    | Título            | Compositor(es)                       | Duração |  |
| 1.     | "Artimanha"       | Alves                                | 2:51    |  |
| 2.     | "Olindinha"       | Tião Valentim Antonio Valentim       | 2:32    |  |
| 3.     | "Fim de Noite"    | Chico Feitosa Ronaldo Bôscoli        | 3:05    |  |
| 4.     | "É Isso Aí"       | Betinho Marco Antonio Rosa           | 2:54    |  |
| 5.     | "Samba do Mirerê" | Folcrore africano / Adaptação: Alves |         |  |
| 6.     | "Capitão do Mato" | Alves                                |         |  |